# Julio Lavandero Pérez
Julio Lavandero Pérez, OFM Cap (Casar de Periedo, Cabezón de la Sal, Cantabria, 14 de agosto de 1930-Tucupita, Venezuela, 7 de enero de 2020), fue un fraile capuchino, historiador y escritor español residente en Venezuela.

## Biografía
Tras sus estudios y ordenación cantó su primera misa en la parroquia de Casar de Periedo, y su segunda en la de San Ginés de Arlés de Cerrazo por estar allí como párroco su tío don Miguel Lavandero. Posteriormente desarrolló su ministerio misionero en Sudamérica con el nombre religioso de fray Julio de Casar, ejerciendo así mismo de historiador de su orden y con una gran labor antropológica y lingüística con los indios warao de Venezuela. Fue miembro de la Academia Venezolana de la Lengua por el Estado Delta Amacuro.
Falleció en Tucupita (Venezuela) a los 89 años.

## Obra
- I: Ajotejana: mitos. Caracas, 1991
- II: Ajotejana: relatos. Caracas, 1992
- III: Uaharaho: ethos narrativo. Caracas, 1994
- IV: Noara y otros rituales: grabación, transcrión y notas de Julio Lavandero Pérez; textos orales de Jerónimo Navarro, Asunción Rico, Pedro María Ojeda. Caracas, 2000
- V: Humor y furor en los caños: Lasa kuare oriasi joia. Caracas, 2002.